# Jandaia Transportes
A Jandaia Transportes e Turismo ou apenas Jandaia é uma empresa brasileira de transportes rodoviários sediada no bairro da Vila Mirian, em Presidente Prudente, no estado de São Paulo. É considerada a maior e mais importante empresa de transporte coletivo de linhas suburbanas ou circulares da região de Presidente Prudente[carece de fontes?], onde é concessionária. Seu CNPJ é 43.377.936/0001-49.

## História
A empresa foi fundada em 1 de janeiro de 1980 e começou a operar as linhas de Alfredo Marcondes, Álvares Machado, Estrela do Norte, Narandiba, Pirapozinho, Sandovalina, Santo Expedito e Tarabai.
Em 19 de maio de 1985, adquiriu a empresa Radio Flamingo Ltda e passou a operar nas linhas de Adamantina, Anhumas, Caiabu, Cel. Goulart (Álvares Machado), Dracena, Emilianópolis, Espigão (Regente Feijó), Flora Rica, Indiana, Irapuru, Junqueirópolis, Lucélia, Mariápolis, Martinópolis, Nova Pátria (Presidente Bernardes), Osvaldo Cruz, Parapuã, Presidente Bernardes, Regente Feijó, Taciba, Vila Escócia (Martinópolis).
No ano de 1993, a Jandaia colocou ônibus exclusivos para servir os bairros Parque dos Pinheiros e Jardim Panorama (Álvares Machado).
Em 18 de novembro de 2004, a Agência Reguladora de Serviços Públicos Delegados de Transporte do Estado de São Paulo (ARTESP), autorizou a Jandaia a operar no prolongamento da linha Presidente Prudente a Taciba até a cidade de Iepê, ligando Iepê e Nantes a Taciba e Presidente Prudente, cidades que estavam sem transporte coletivo.
A Jandaia veio suprir uma lacuna no transporte coletivo das cidades da região para Presidente Prudente, hoje emprega mais de 200 funcionários, com uma frota com mais de 70 ônibus suburbanos.
A empresa foi denunciada pelo MP-SP por problemas relativos à gratuidade e acessibilidade de idosos.